# Joan de Nassau-Idstein
Joan de Nassau-Idstein (en alemany Johann von Nassau-Idstein) va néixer a Saarbrücken (Alemanya) el 24 de novembre de 1603 i va morir a Idstein el 23 de maig de 1677. Era fill del comte Lluís II de Nassau-Weilburg (1565-1627) i de la comtessa Anna Maria de Hessen-Kassel (1567-1626).
Juntament amb els seus germans va heretar el comtat de Nassau-Weilburg, però el 1629 el comtat es va dividir i repartir entre els germans: Guillem Lluís (1590-1640) es quedà Saarbrücken, a Joan li va correspondre Idstein, i a Joan Casimir, Weilburg.
El 5 de setembre de 1633 va signar una aliança amb França contra l'Emperador, un conflicte que acabà el 1635 amb el Tractat de Praga en què van ser confiscats tots els seus bés i es va veure obligat a exiliar-se a Estrasburg. Va tornar als seus dominis a partir de 1644, trobant-se un país castigat per la fam i les pestes.

## Matrimoni i fills
El 1629 es va casar amb Sibil·la Magdalena de Baden-Durlach (1605-1644), filla de Jordi Frederic i la comtessa Juliana Úrsula de Salm. El matrimoni va tenir sis fills:
- Anna Otília (1630-1632)
- Gustau Adolf (1632-1664)
- Lluís Frederic (1633-1656)
- Bernardina Sofia (1634-1642)
- Joan (1638-1658)
- Sabina Juliana, nascuda i morta el 1639.

Morta la seva dona Sibil·la Magdalena el 1644, Joan de Nassau es va tornar a casar a Estrasburg el 6 de desembre de 1646 amb Anna de Leiningen-Falkenburg (1625-1668), filla de Felip Jordi de Leiningen-Dagsburg (1582-1627) i d'Anna d'Erbach (1582-1650). Fruit d'aquest segon matrimoni nasqueren:
- Carles (1649-1651)
- Jordi Guillem (1656-1657)
- Felip Lluís (1662-1664)
- Jordi August (1665-1721), casat amb Enriqueta Dorotea d'Oettingen (1672-1728).
- Cristina Elisabet (1651-1676)
- Elionor Lluïsa (1653-1677)
- Ernestina (1654-1655)
- Joana (1657-1733), casada amb Cristià Lluís de Waldeck († 1706)
- Sibil·la Carlota (1658-1660)
- Dorotea Amàlia (1661-1740), casada amb Luís Frederic de Wied († 1709)